# モリツリ/南太平洋爆破作戦
『モリツリ/南太平洋爆破作戦』（Morituri）は1965年のアメリカ合衆国の映画。主演はマーロン・ブランド。

## キャスト
※括弧内は日本語吹替（初回放送1971年3月11日『木曜洋画劇場』）
- クレイン／ハンス・カイル：マーロン・ブランド（青野武）
- ミュラー船長：ユル・ブリンナー（大塚周夫）
- エスター・レビー：ジャネット・マーゴリン（武藤礼子）
- スタッター大佐：トレヴァー・ハワード
- クルーゼ：マルティン・ベンラス
- ドンキーマン：ハンス・クリスチャン・ブレヒ
- アンバッハ博士：ウォリー・コックス

## スタッフ
- 監督：ベルンハルト・ヴィッキ
- 製作：アーロン・ローゼンバーグ
- 原作：ヴェルナー・ジョーグ・ルーデッキ
- 脚本：ダニエル・タラダッシュ
- 撮影：コンラッド・L・ホール
- 特殊効果：L・B・アボット
- 編集：ジョセフ・シルバー
- 音楽：ジェリー・ゴールドスミス